# 13e Demi-brigade de Légion étrangère
La 13ª Mezza-Brigata della Legione straniera (in francese: 13e Demi-brigade de Légion étrangère (13e DBLE)) è un'unità dell'esercito francese. Creata nel 1939, si unì alle Forze francesi libere (FFL) del generale De Gaulle come unità costituita e pronta al combattimento. Partecipò alla maggior parte delle campagne dell'esercito francese durante la seconda guerra mondiale. Dopo aver combattuto in Indocina dal 1946 al 1954, la 13e Demi-brigade si trasferì in Algeria, Paese che abbandonò nel 1962, quando ottenne l'indipendenza. Fino al 2011 aveva sede presso il quartier generale "Generale Monclar" a Gibuti, in base a un accordo tra la Francia e la Repubblica di Gibuti dopo che il Paese ottenne l'indipendenza nel 1977. Durante l'estate del 2011, la struttura dell'unità fu notevolmente rivista quando si trasferì negli Emirati Arabi Uniti. Nel 2016 si è trasferita nel "Campo militare di Larzac" e ha gradualmente acquisito forza sotto forma di reggimento di fanteria. Attualmente la 13e Demi-brigade è assegnata alla 6a Brigata corazzata leggera.

## Creazione e nomi diversi
Questa unità della Legione è stata creata nel marzo 1940 come parte della forza di spedizione franco-britannica inizialmente destinata a intervenire in Finlandia. Il suo primo nome fu 13e Demi-brigade dei Volontari di marcia della Legione straniera (13a DBMLE). Il 1° luglio 1940, il 1° Battaglione, con circa 900 uomini, si formò in Inghilterra, al ritorno dalle sue operazioni in Norvegia, all'interno della Forze della Francia Libera come 14e Demi-brigade di marcia dei volontari della Legione straniera (14° DBMLE), mentre il resto della Demi-brigade, 800 uomini provenienti principalmente dal 2° battaglione, tornò in Marocco e mantenne il nome di 13e Demi-brigade di marcia dei volontari della Legione straniera (13° DBMLE).
Il 4 novembre 1940, la Demi-brigade marocchina venne sciolta, consentendo alle truppe rimaste in Inghilterra di prendere il nome di 13e Demi-brigade della Legione straniera (13ª DBLE). Da allora il nome "Demi-brigade" è stato mantenuto. È l'unico reggimento dell'esercito francese che conserva ancora oggi questo nome.

## Storia
Creata nel 1940, la 13e Demi-brigade della Legione straniera fu coinvolta in numerosi conflitti durante i primi 22 anni della sua esistenza. Nucleo delle Forze francesi libere durante la seconda guerra mondiale, combatté dalla Norvegia all'Italia e si distinse in particolare a Bir Hacheim, El Alamein, in Tunisia e in Alsazia. Successivamente prese parte alla sanguinosa guerra d'Indocina e alle operazioni in Algeria. Nel 1962, la 13a DBLE si stabilì sulla costa della Somalia francese, che divenne la Repubblica di Gibuti. Legata a questa terra africana per 49 anni, svolse pienamente il suo ruolo di forza posizionata all'interno delle forze francesi a Gibuti. Lasciò l'Africa il 31 luglio 2011 per unirsi alle forze francesi negli Emirati Arabi Uniti, dove contribuì alla lotta contro il terrorismo nell'ambito dell'operazione Chammal. Dall'estate 2016 è di stanza nel campo del Larzac e partecipa in modo permanente alle missioni dell'Esercito. È stata schierata in Mali nell'ambito dell'operazione Barkhane, nella prima metà del 2018 e nel 2022, e attualmente si sta preparando per futuri schieramenti esterni.

## Organizzazione
Trasferita al campo di Larzac nel 2016, la 13e Demi-brigade della Legione straniera è stata riorganizzata come reggimento di fanteria nell'ambito del piano "In contact" dell'esercito francese, raggiungendo un organico di 1.300 uomini nel 2018, suddivisi in otto compagnie:
- una Compagnia di Comando e Logistica, che riunisce tutti i servizi dispiegabili necessari al comando del reggimento nelle operazioni (trasmissioni, ufficio operativo, infermieri, sezione trasporti, manutenzione, ecc.);
- cinque Compagnie di Combattimento, ciascuna composta da una sezione comando, una sezione di supporto (cecchini, mortai da 81 mm -LLR e missili anticarro Milan) e tre sezioni di combattimento;
- una Compagnia di Supporto, composta da una sezione "comando", una sezione di supporto alle attività (quattro pattuglie di ricognizione di due veicoli blindati), una sezione di supporto diretto equipaggiata con missili anticarro Milan (sostituiti negli anni '20 dagli AKERON MP) e mitragliatrici pesanti, e una sezione cecchini (equipaggiata con fucili PGM calibro 12,7 mm "abbinati" a tiratori FRF2);
- una Compagnia di riserva (8a Compagnia/unità di intervento di riserva) composta da una sezione “comando” e due sezioni di combattimento[1][3].